# Elmhurst
Elmhurst es una ciudad ubicada en el condado de DuPage en el estado estadounidense de Illinois. En el Censo de 2010 tenía una población de 44 121 habitantes y una densidad poblacional de 1652,3 personas por km².

## Geografía
Elmhurst se encuentra ubicada en las coordenadas 41°53′46″N 87°56′37″O / 41.89611, -87.94361. Según la Oficina del Censo de los Estados Unidos, Elmhurst tiene una superficie total de 26.7 km², de la cual 26.56 km² corresponden a tierra firme y (0.54%) 0.15 km² es agua.

## Demografía
Según el censo de 2010, había 44 121 personas residiendo en Elmhurst. La densidad de población era de 1652,3 hab./km². De los 44 121 habitantes, Elmhurst estaba compuesto por el 89.48% blancos, el 1.91% eran afroamericanos, el 0.12% eran amerindios, el 5.15% eran asiáticos, el 0.01% eran isleños del Pacífico, el 1.75% eran de otras razas y el 1.58% pertenecían a dos o más razas. Del total de la población el 6.57% eran hispanos o latinos de cualquier raza.

## Ingresos y pobreza
Según el censo de 2010, había 3,5% de las personas en Elmhurst viven en la pobreza. También, el ingreso familiar mediano es 100 671 de 2010 a 2016.